# Syzygium neurocalyx
Syzygium neurocalyx är en myrtenväxtart som först beskrevs av Asa Gray, och fick sitt nu gällande namn av Erling Christophersen. Syzygium neurocalyx ingår i släktet Syzygium och familjen myrtenväxter. Inga underarter finns listade i Catalogue of Life.